# A leghülyébb angyal
A Leghülyébb angyal Christopher Moore amerikai író regénye. Először 2004-ben jelent meg a William Morrow gondozásában, a magyar kiadásra 2006-ban került sor.

## Történet
|  | Alább a cselekmény részletei következnek! |

"Mennyei Atyánk. Josh Barker vagyok, a Worchester Street 671. alatt lakom, Pine Cove-ban, Kaliforniában, irányítószám: 93754. Ma este láttam Télapót, ami klassz, és köszönöm is, de aztán egyből megölték egy ásóval, szóval attól félek, hogy idén nem lesz karácsony, pedig jó voltam, amit látsz is majd, ha megnézed Télapó listáját, szóval ha nem nagy gond, életre keltenéd Télapót és rendbe hoznád a karácsonyt?" Micsoda szerencse, hogy épp a helyszínen tartózkodik Raziel, a Biff evangéliumából is ismert angyal, hogy teljesítse a rábízott karácsonyi küldetést. Képességeihez mérten hozzá is kezd az ünnepi csoda végrehajtásához, de hát nem véletlenül tartják Razielt a Mennyek leghülyébb angyalának. Ami ebben az évben boldog karácsony helyett az álmos kaliforniai kisvárosra vár, azt Raziel biztosan nem fogja a legjobban sikerült csodái között számon tartani.
|  | Itt a vége a cselekmény részletezésének! |

## Magyarul
- A leghülyébb angyal; ford. Pék Zoltán; Agave Könyvek, Bp., 2006

## Hazai fogadtatás
A Leghülyébb angyalt szokás a Biff evangéliuma spinoffjának is tekinteni, rövidsége miatt azonban nem aratott annyira elsöprő sikert, mint Moore másik könyve, noha negatív kritikával sehol sem illették.